# رشووگ
رشووگ (به فرانسوی: Rœschwoog) یک کمون در فرانسه است که در Canton of Bischwiller واقع شده‌است.

## خصوصیات
رشووگ ۹٫۷۵ کیلومترمربع مساحت و ۲٬۱۰۶ نفر جمعیت دارد.